# Szerominek
Szerominek – wieś sołecka w Polsce położona w województwie mazowieckim, w powiecie płońskim, w gminie Płońsk.
W latach 1954–1959 wieś należała i była siedzibą władz gromady Szerominek, po jej zniesieniu w gromadzie Płońsk. W latach 1975–1998 miejscowość administracyjnie należała do województwa ciechanowskiego.